# Кубок Словенії з футболу 1996—1997
Кубок Словенії з футболу 1996–1997 — 6-й розіграш кубкового футбольного турніру в Словенії. Титул втретє здобув Браник (Марибор).

## Календар
| Раунд       | Дата                     | Матчі | Клуби   |
| ----------- | ------------------------ | ----- | ------- |
| 1/16 фіналу |                          | 16    | 32 → 16 |
| 1/8 фіналу  |                          | 8     | 16 → 8  |
| 1/4 фіналу  |                          | 8     | 8 → 4   |
| 1/2 фіналу  | 26 березня/9 квітня 1997 | 4     | 4 → 2   |
| Фінал       | 4/11 червня 1997         | 2     | 2 → 1   |

## 1/4 фіналу
| Команда 1         | Заг. | Команда 2         | 1-й матч | 2-й матч |
| ----------------- | ---- | ----------------- | -------- | -------- |
| Олімпія (Любляна) | 6:2  | Публікум (Цельє)  | 1:0      | 5:1      |
| Мура              | 2:0  | Ера (Шмартно)     | 1:0      | 1:0      |
| Браник (Марибор)  | 6:1  | Коротан (Превалє) | 3:1      | 3:0      |
| Алюміній          | 0:6  | Примор'є          | 0:3      | 0:3      |

## 1/2 фіналу
| Команда 1                | Заг. | Команда 2         | 1-й матч | 2-й матч |
| ------------------------ | ---- | ----------------- | -------- | -------- |
| 26 березня/9 квітня 1997 |      |                   |          |          |
| Браник (Марибор)         | 4:2  | Олімпія (Любляна) | 2:2      | 2:0      |
| Мура                     | 2:3  | Примор'є          | 1:0      | 1:3      |

## Фінал
| Команда 1        | Заг. | Команда 2        | 1-й матч | 2-й матч |
| ---------------- | ---- | ---------------- | -------- | -------- |
| 4/11 червня 1997 |      |                  |          |          |
| Примор'є         | 0:3  | Браник (Марибор) | 0:0      | 0:3      |

## Перший матч
| 4 червня 1997 |

| Примор'є | 0:0      | Браник (Марибор) |
| -------- | -------- | ---------------- |
|          | Протокол |                  |

| Місцевий стадіон, Айдовщина Глядачів: 1 000 Арбітр: Драго Кос |

## Повторний матч
| 11 червня 1997 |

| Браник (Марибор)                    | 3:0      | Примор'є |
| ----------------------------------- | -------- | -------- |
| Карич 18' Пачо 24' Любобратович 85' | Протокол |          |

| Людські врт, Марибор Глядачів: 8 000 Арбітр: Сречко Кандаре |